# تاريخ البريد والطوابع البريدية في الأردن

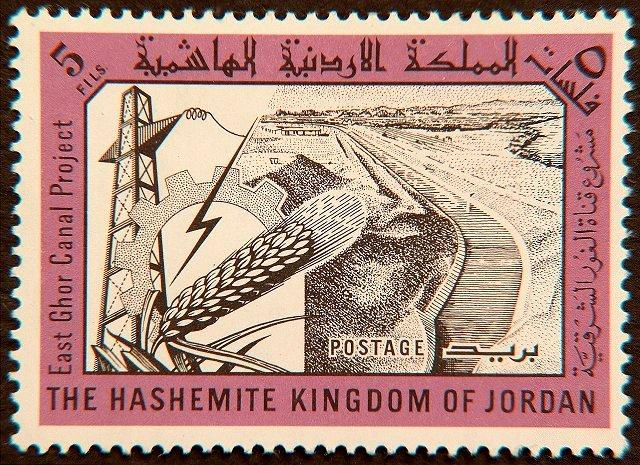
طابع أردني عام 1963

هذه المقالة مخصصة لبيان تاريخ الطوابع البريدية والبريد في الأردن في فترة الإمبراطورية العثمانية (1516-1918)، والإنتداب البريطاني على شرق الأردن (1918-1920)، وإمارة الأردن تحت سيطرة المملكة المتحدة (1921-1946)، والأردن المستقلة (منذ عام 1946). والأردن عضو في الاتحاد البريدي العالمي (UPU، منذ عام 1947)، ومشغل البريد الوطني هو مؤسسة البريد الأردني.

## تطوير البريد

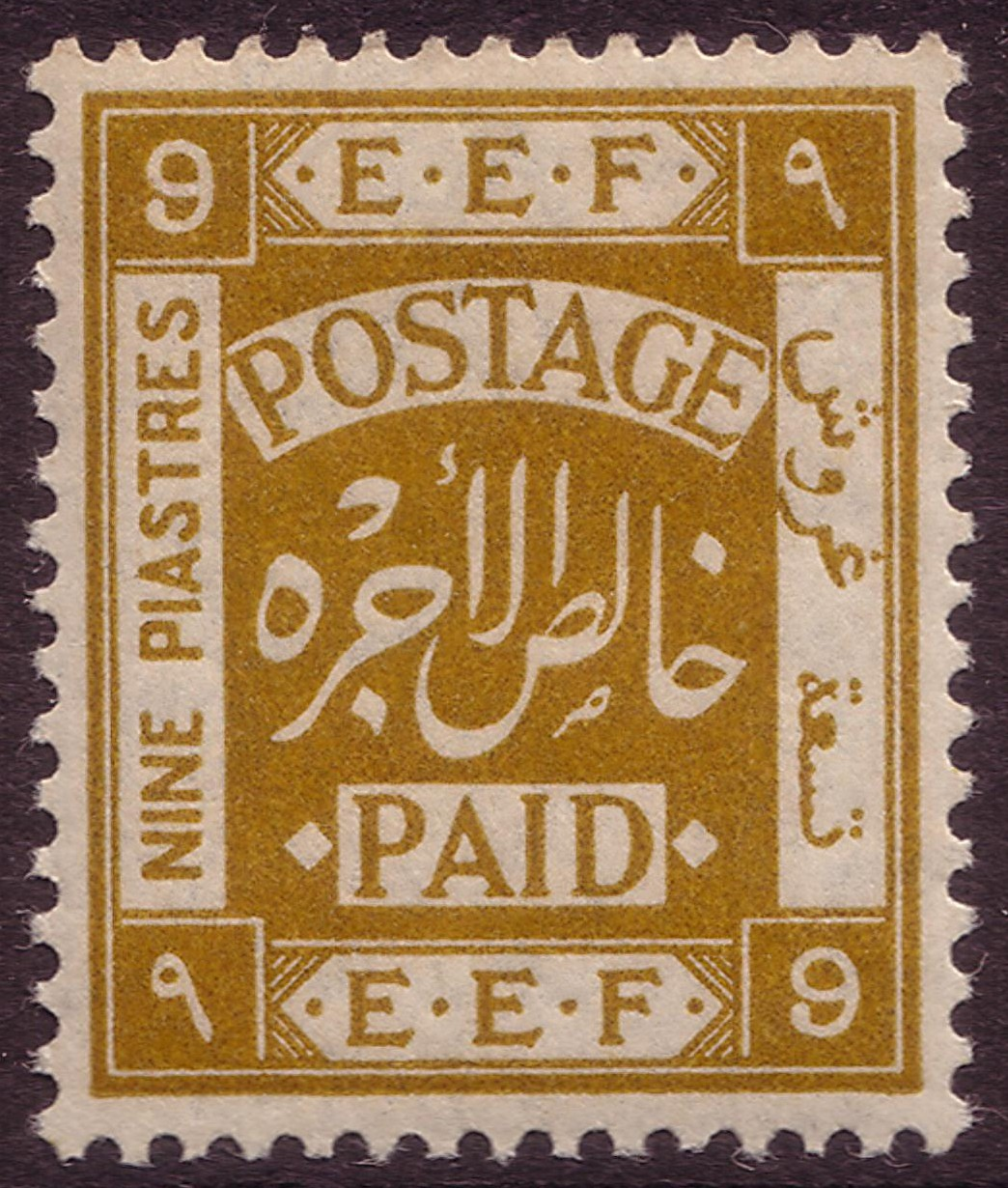

كانت الأردن جزءاً من الدولة العثمانية حتى عام 1918، وتحوي عدداً من مكاتب البريد التركية على أراضيها.
خلال هذه الفترة (حتى عام 1918)، كانت طوابع البريد للإمبراطورية العثمانية متداولة في ما يعرف الآن بالأردن. فقط علامات عمان البريدية معروفة، والتي ألغيت المراسلات معها.
أثناء الاحتلال البريطاني (1918-1920)، كانت الطوابع القوات الاستكشافية المصرية هي المتداولة في الأردن. فيما كانت جزءاً من سوريا في هذه الفترة.
في عام 1920، تم تشكيل النظام البريدي في شرق الأردن. بالإضافة لذلك، من يوليو إلى نوفمبر 1922، كان يتم دفع ثمن البريد نقدًا. كما تم الاحتفاظ بالرسائل المتعلقة بهذا الوقت بصراحة طوابع البريد الفلسطينية.

## قضايا الطوابع البريدية

### العلامات التجارية الأولى
كانت أولى طوابع البريد هي طوابع البريد الفلسطينية التي ظهرت عام 1920 مع بصمة عربية لنص «شرق الأردن». تم استخدامها للاحتياجات البريدية في نوفمبر 1920 - يوليو 1921.

### القضايا اللاحقة
في نوفمبر 1922، تم إصدار طوابع البريد 1920 مرة أخرى، ولكن تم تزويدها بصمة عربية أخرى لكلمات «قرش» أو «عشر قروش». في ديسمبر 1922، تم عمل طبعة عربية على طوابع البريد من عدد 1920: «حكومة الشرق العربي. أبريل 1921.» في عام 1923، تم عمل طباعة متشابهة مماثلة.

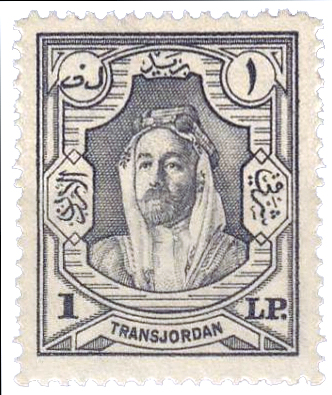
طابع إنتقالي للأردن يظهر عليه صورة الملك عبدالله عام 1930

منذ عام 1923، تم تداول طوابع الحجاز بطباعة مختلفة باللغة العربية في شرق الأردن.
في عام 1925، تم عمل طبعة عربية للنص على طوابع البريد لفلسطين: «شرق الأردن».
تم تخصيص الطوابع التذكارية للإمارة لأول مرة لإنشاء شرق الأردن: طبع الطوابع الفلسطينية باللغة العربية، «حكومة الشرق العربي. في ذكرى الاستقلال. 25 مايو 1923».
في عام 1927، تم تداول السلسلة الأولى من طوابع البريد الأردني للرسم الأصلي، واستكملت في عام 1929. في عام 1928، أعيد طبع المسلسل بنسخة مكتوبة باللغة العربية لكلمة «دستور» تكريماً لاعتماد أول دستور للدولة.
في عام 1946، في ذكرى إعلان استقلال شرق الأردن في مايو، ظهرت سلسلة من الطوابع التذكارية من تسع رموز بنمط رمزي. تم إصدار هذه السلسلة بحواف وبالنسخة بلا حواف.
في المجموع، تم إصدار حوالي 300 طابع بريد من شرق الأردن، بما في ذلك رسوم إضافية. العديد من الأصناف معروفة.

### الأردن

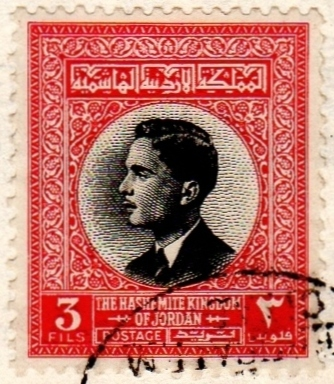
الملك حسين على طابع بريدي أردني عام 1961

في 1 أغسطس 1949، تم إصدار أول طوابع بريدية للمملكة الأردنية الهاشمية؛ تم تخصيص هذا الإصدار للذكرى 75 للاتحاد البريدي العالمي. منذ ذلك الوقت، يتم إصدار الطوابع البريدية، بما في ذلك التذكارية، بانتظام. على الطوابع هناك نقوش: «المملكة الأردنية الهاشمية»، «HK Jordan» أو «الأردن».
في عام 1962، تم نشر أول كتلة بريدية. في المجموع، حتى عام 1981، تم تلقي 44 كتلة بريدية (دون الأخذ في الاعتبار خيارات بلا حواف).

### المواضيع على الطوابع
موضوع الطوابع البريدية الأردنية متنوعة. هناك عدد من طوابع البريد مخصصة للتعاون بين الدول العربية والأحداث الدولية الكبرى والنباتات والحيوانات والرياضة والعلماء البارزين في العالم العربي والاكتشافات الأثرية ومواضيع أخرى.
في عام 1969، تم نشر سلسلة كبيرة جدًا من الطوابع البريدية (60 طائفة)، مخصصة لمصير اللاجئين الفلسطينيين، أعيد طبعها في عام 1976 مع مطبوعات زائدة للطوائف الجديدة.
تتميز الطوابع الأردنية أيضًا بموضوع «روسي»، والذي تجدر الإشارة فيه إلى أنه في عام 1965 أصدرت الإدارة البريدية في الأردن سلسلة من الطوابع التذكارية وكتلة بريدية مع صور لرواد الفضاء السوفييت: يوري جاجارين، جيرمان ستيبانوفيتش تيتوف، أندريان نيكولايف، بافل بوبوفيتش، فاليري بيكوفسكي، فالنتينا تريشكوفا. كما تم عمل الطباعة الفوقية باللغتين الإنجليزية والعربية على الكتلة البريدية للنص الذي لا يُنسى: «شروق الشمس، 12.10.64. فلاديمير كوماروف، كونستانتين فيوكتيستوف، بوريس يغوروف».

## أنواع أخرى من طوابع البريد

### بريد جوي
في عام 1950 تم إصدار أول طوابع بريد جوي أردني.

### نظير تكلفة إضافية
منذ عام 1923، تم إصدار طوابع إضافية في شرق الأردن.
في عام 1925، طبعت الكتابة العربية للنص: «شرق الأردن» على طوابع رسوم فلسطين.

### الضريبة البريدية
في السنوات 1947-1955، تم استخدام الطوابع الضريبية للمراسلات المرسلة إلى الخارج. كان مبلغ الضريبة ½ من قيمة البريد وتم إرساله إلى صندوق الإغاثة الفلسطيني.

## سياسة الإصدار
في عام 1962، أبرمت الحكومة الأردنية عقدًا لإصدار وبيع طوابع أردنية مع وكالة هواة جمع الطوابع الأجنبية. في الفترة من 1962 إلى 1969، عندما تم إنهاء العقد، تم إصدار 400 طوابع بريدية مختلفة و 41 كتلة بريدية، دون احتساب خيارات بلا خواف. تم إصدار طوابع بريدية في مطبوعات صغيرة. على سبيل المثال، كان تداول سلسلة بلا أسنان 2-4 آلاف نسخة، وبعض الكتل - 4-5 آلاف. أثرت سياسة الإصدار هذه سلبًا على شعبية العلامات التجارية الأردنية بين هواة جمع الطوابع.

## قضية إقليمية
بعد الحرب [[حرب فلسطين 1948|العربية الإسرائيلية عام 1947-1949]،] تم احتلال منطقة ما قبل الأردن (الضفة الغربية لنهر الأردن والجزء الشرقي من القدس وبعض المناطق المركزية الأخرى في فلسطين) وضمها إلى شرق الأردن. في عام 1948، ظهرت طوابع بريد عبر الأردن بكلمة طباعة فوقية «فلسطين». تم عمل مطبوعات فوقية على 16 طابعًا قياسيًا و 9 طوابع إضافية، بالإضافة إلى سلسلة من الطوابع التذكارية المخصصة للذكرى 75 للاتحاد البريدي العالمي، وعلى 12 طابعًا بريديًا وضريبيًا لعام 1947. العديد من أنواع هذه العلامات التجارية معروفة. بعد الدخول الرسمي لهذه الأراضي إلى الأردن في عام 1950، بدأ استخدام طوابع البريد الأردنية هناك.

### للاستزادة
- نجار، عابد حبيب. The Postal History of Jordan 1400-1959. Sahara Publications Limited., 2006. (ردمك 1-903022-09-6)
- نجار، عابد حبيب. The Stamps of Jordan 1920-1965. Sahara Publications Limited., 1998. (ردمك 0-9532591-0-2)
- Proud, Edward B. The Postal History of Palestine and TransJordan. Heathfield, Sussex: Proud-Bailey Co. Ltd., 2006. (ردمك 1-872465-89-7)